# 中国人民解放军陆军第七十七集团军
中国人民解放军陆军第七十七集团军，隶属西部战区陆军，军部驻地四川省成都市崇州市。

## 沿革

### 1950年前
陆军第十三集团军的前身是红军时期在鄂豫皖苏区的红四方面军第七十三师（为陆军第十三集团军摩托化步兵第三十七师前身）。红四方面军转移到川陕苏区后，该师扩编为红三十一军，抗日战争中编为八路军一二九师三八六旅，参与开创太岳区。抗日战争结束后，1945年10月，以太岳军区主力编为晋冀鲁豫军区第四纵队，陈赓任司令，谢富治任政委。
在第二次国共内战中，该纵队一直担负战略机动任务，先后归第一野战军、第二野战军、第四野战军指挥。第四纵队先后参加闻夏战役、同蒲战役、临浮战役，三战三捷。1946年9月，在临浮战役中全歼胡宗南手下的国民革命军整编第一旅，活捉中将旅长黄正诚。战后，1946年9月26日延安《解放日报》发表《向太岳纵队致敬》社论。1947年7月，作为“陈（赓）谢（富治）兵团”主力挺进豫陕鄂地区，开创豫西解放区，配合刘邓大军、陈粟大军挺进中原。此后转战河南省，参加了洛阳战役、宛西战役、宛东战役和豫东阻击作战。1948年3月，在洛阳战役中，该纵队第十三旅三十七团七连一班获“洛阳英雄班”称号，第十旅二十八团五连获“洛阳英雄连”称号。淮海战役中，该纵队第十三旅三十八团一营坚守小张庄，击退中华民国国军两个团的多次进攻，完成了阻击黄维兵团突围的任务，战后被淮海战役总前委授予“钢铁营”称号，授予营长张英才“钢铁营营长”和“特等战斗英雄”称号。
1949年2月，根据中共中央军委关于统一全军编制和部队番号的命令，中原野战军改称第二野战军，第四纵队第十旅、第十三旅及豫西军区三分区、六分区一部，在河南省郾城县黄阁村改编为中国人民解放军第十三军，归第二野战军第四兵团指挥，军长为周希汉，政委为刘有光，副军长为陈康，副政治委员兼政治部主任为廖冠贤，后勤部部长为任学恭，全军共2.9万多人。第十旅、第十三旅分别改称第三十七师、第三十八师，另外以豫西军区部队组成第三十九师。1949年4月，该军参加渡江战役，其第一〇九团获第四兵团授予“渡江杀敌第一功”锦旗。1949年5月22日，第十三军攻占南昌。1949年9月随第四野战军参加粤桂边追歼战，攻占广西省，进军云南省展开滇南战役，在滇南活捉中华民国陆军副总司令汤尧。1950年3月，兼滇南卫戍区。第二次国共内战中，该军共歼敌5.3万多人。

### 1950年后
1950年1月，第十三军抽调干部、战士1700多人、骡马1000多匹，组成辎重团，调归第十八军，以支援第十八军进军西藏。此后，第十三军在云南开展剿匪作战，剿灭土匪318股共5.5万人。1950年6月，第十三军警卫团调归第十五军，并且另外抽调干部、战士1万多人，组成补训师，调归中国人民志愿军第十五军赴朝鲜参加朝鲜战争。
1950年春夏，第十三军开始参加援越抗法斗争，协助越方歼灭越匪以及逃到越南境内的中华民国国军3000多人。1951年6、7月间，两次围剿攻入云南的李弥部队。
为配合《中华人民共和国政府和缅甸联邦政府关于两国边界问题的协定》的执行，第十三军在云南省军区部队的配合下，于1960年11月至1961年2月发起中缅边界勘界警卫战，打击了逃到缅甸的中华民国国军，并积累了热带丛林地区作战经验。
1955年中国人民解放军实行军衔制后，部分干部将部队正规化理解为等级差别，从而出现脱离战士、粗暴管理等现象，军内形式主义、官僚主义致使官兵关系紧张。1958年2月，昆明军区第十三军第三十七师政委何云峰大校、副师长张化民中校穿战士服、佩列兵衔，分别到该师红军团（第一〇九团）八连一班和四班当兵两个多月，作为普通士兵与战士们同吃、同住、同劳动、同操练，密切了与战士们的关系。1958年3月22日《解放军报》第一版刊登《从兵的角度考察工作》，报道了何云峰、张化民为首的工作组在试验连向昆明军区领导机关写出第一份考察报告。该报道引起毛泽东注意。1958年8月21日，毛泽东在北戴河举行的中共中央政治局扩大会议上讲话称：“我们的军官，像云南的一个师长，一年当一个月兵，我看这是好办法。……这样，我们的军队就是永远打不散的军队。”1958年8月30日，毛泽东又说：“我看所有的‘长’——军长、师长等，都至少当一个月的兵，头一年最好搞两个月，要服从班长、排长指挥。一年你管人家十一个月，人家管你一个月还不行吗？有些过去当过兵的现在多年不当兵了，再去当一下。”1958年9月20日，中国人民解放军总政治部根据毛泽东的指示作出《关于军队各级干部每年下连当兵一个月的规定》。随后全军掀起干部下连当兵的潮流。
文化大革命期间，1968年9月，第十三军奉命移驻四川省重庆市。1968年12月，第十三军移驻重庆市鹅岭，接收第五十四军营区。在1979年中越战争中，第十三军作为西线主力，巧渡红河，从云南进入越南的黄连山省，突破越军纵深前沿，攻克越南西北部重镇柑塘市。
第五十军第一四九师原为第十八军第五十二师，参加过西藏骚乱和中印边境战争。

### 1985年后
1985年，由中国人民解放军第十三军第三十七师、第三十八师，中国人民解放军第五十军第一四九师等部改编成立中国人民解放军陆军第十三集团军（原代号为中国人民解放军56005部队，后代号改为中国人民解放军77100部队）。该集团军是中国人民解放军陆军甲类集团军，为全机械化部队，隶属中国人民解放军成都军区，是全军最擅长山地、高原、热带丛林作战的集团军，有“山中猛虎”之称。
陆军第十三集团军及其前身是所有集团军中唯一从中华人民共和国建国到21世纪一直参与作战任务没有间断过的军级作战单位，在朝鲜战争之后的近60年时间中，在全军序列中参与作战任务最多，战果最大。陆军第十三集团军及其前身自朝鲜战争结束后的1954年至2010年代，对外参加过对越自卫反击战、对印自卫反击战，柬埔寨维和、海地维和、非洲维和、黎巴嫩维和，对内参加过西南战役、西南剿匪、西藏骚乱、新疆骚乱等军事行动。陆军第十三集团军成立后，随即参加了老山地区防御作战。1989年步兵第一四九师曾入藏执行拉萨戒严任务。陆军第十三集团军是1989年之后唯一一个有师级以上作战调动的甲类集团军，也是1995年以后唯一一个有多次参与实际作战任务的军级作战单位。
1990年代中期以后，步兵第一四九师成为全军第一批应急机动作战部队之一，并涌现出“全国十大女杰”之一的硕士副团长张可（步兵第一四九师装甲团副团长）。
2004年，参加解放军军一级山地作战演习，陆军第十三集团军参演部队以极大优势战胜其他军区部队，其山地战法令观摩演习的许多外国观察员震惊。
2006年，从陆军第十三集团军的战士成长起来的少将王西欣接任陆军第十三集团军军长，在一年时间内全军建制和作战能力焕然一新。在演习中甚至击败号称全军最强的“万岁军”（陆军第三十八集团军）派出的参演部队，震惊全军。后王西欣亦被调往陆军第三十八集团军任军长。
2008年，第二次全军大规模山地作战演习，陆军第十三集团军再次粉碎其他大军区专门针对陆军第十三集团军山地丛林作战的反制战法，大比分战胜全军中的王牌部队，再次震动东南亚各国的军事观察员。在2008年的汶川大地震中，第十三集团军全体出动，最快的部队仅3.5小时便奔袭400公里抵达现场，几乎达到零预备时间，即使最偏远的山区，通过陆军第十三集团军陆航部队空投，也只使用了不到7小时的时间。
和中国人民解放军中其他的集团军强调通过作战演习训练不同，由于陆军第十三集团军一直参与实际作战，并屡有胜果。其训练模式接近于全球调动作战的美国陆军，强调随时调用和远距离投放，且能在实战中承受一定的伤亡率。陆军第十三集团军是截至2016年中国人民解放军陆军中出动率最高的军级作战单位。

### 2016年后
2016年，中国人民解放军七大军区撤销，成立五大战区，陆军第十三集团军划归中国人民解放军西部战区陆军。
2017年4月18日，中共中央总书记、国家主席、中央军委主席习近平在北京八一大楼接见新调整组建的84个军级单位主官，并对各单位发布训令；中共中央政治局委员、中央军委副主席许其亮宣读习近平主席签发的中央军委关于调整组建军兵种部队和省军区系统军级单位的命令、决定。在这次军级单位调整组建中，以陆军第十三集团军为基础，调整组建中国人民解放军陆军第七十七集团军。军部驻地四川省成都市崇州市。

## 编制
1985年陆军第十三军改编为陆军第十三集团军，辖步兵第三十七师、第三十八师，步兵第三十九师撤销，原属第五十军的步兵第一四九师改属该集团军，并编入坦克旅、炮兵旅（由第一四八师师部、第一四八师炮兵团火箭炮营和第十三军炮兵团、第五十军炮兵团整编）和高炮旅。1996年，步兵第三十八师改为直属武警总部的机动师。1998年后，坦克旅改为装甲旅，步兵第三十七师第一一〇团和步兵第一四九师第四四七团分别改编为师装甲团。2003年，原成都军区电子对抗团改编为陆军第十三集团军电子对抗团，原成都军区特种侦察大队改编为陆军第十三集团军特种侦察大队，原总参谋部陆航局第二直升机团改编为陆军第十三集团军陆军航空兵团。2016年深化国防和军队改革前，陆军第十三集团军下辖：摩托化步兵第三十七师、摩托化步兵第一四九师、装甲第十七旅、特种作战旅、炮兵旅、防空旅、陆军航空兵第二旅，以及集团军直属的通信团、工兵团、电子对抗团等。
2017年陆军第七十七集团军组建后，下辖：
- 合成第三十九旅（履带式装甲合成部队，主要装备ZTZ-96A + ZBD-04A）
- 合成第四十旅（山地摩托化合成部队）
- 合成第五十五旅（卡车摩托化合成部队）
- 合成第一三九旅（履带式装甲合成部队，主要装备ZTZ-96A + ZBD-04A + ZBD-86A）
- 合成第一五〇旅（山地摩托化合成部队）[23]
- 合成第一八一旅（轮式机械化合成部队，主要装备ZTL-11 + ZBL-08）[24]
- 陆航第七十七旅
- 特战第七十七旅[25][26]
- 炮兵第七十七旅
- 防空第七十七旅[27]
- 工兵第七十七旅

- 防化第七十七旅[22]
- 勤务支援第七十七旅

## 历任领导

### 晋冀鲁豫军区、中原野战军第四纵队
| 第四纵队司令员 - 陈赓（1945年10月—1949年2月） 第四纵队副司令员 - 谢富治（1945年10月—1946年） - 韩钧（1946年—？） | 第四纵队政治委员 - 王鹤峰（1945年10月—1946年） - 谢富治（1946年—1949年2月） 第四纵队副政治委员 - 杨奇清（1945年10月—1947年） |

| 第四纵队参谋长 - 毕占云（1945年10月—1946年） - 刘忠（1946年—1947年） - 王启明（1947年—1949年2月） | 第四纵队政治部主任 - 杨奇清（1945年10月—1946年，副政治委员兼） - 刘有光（1946年—1949年2月） |

第四纵队供给部部长
- 赵炳润（1945年10月—1949年2月）

### 中国人民解放军第十三军
| 中国人民解放军第十三军军长 1. 周希汉（1949年2月—1952年3月） 2. 陈 康 中将（1952年10月—1956年5月） 3. 徐其孝 少将（1956年5月—1965年3月） 4. 吴效闵（1965年3月—1968年11月） 5. 顾永武（1968年11月—1978年7月） 6. 阎守庆（1978年7月—1980年12月） 7. 安玉峰（1980年12月—1983年5月） 8. 杨安忠（1983年5月—1985年8月） 中国人民解放军第十三军副军长 - 陈康（1949年2月—1952年8月） - 龙泽江（1950年10月—1955年） - 黎锡福（1952年9月—1954年9月，第一副军长） - 周学义（1954年10月—1955年11月，第一副军长） - 汪家道（1955年11月—1957年7月，第一副军长） - 王长有（1955年11月—1956年9月） - 孙大坤（1955年8月—1961年9月） - 吴效闵（1956年9月—1965年3月，第一副军长） - 崔建功（1957年7月—1961年8月） - 王传训（1964年5月—1965年11月） - 顾永武（1965年2月—1968年11月） - 阎守庆（1966年5月—1978年7月） - 张英才（1969年3月—1977年6月；1980年11月—1983年3月） - 张静波（1969年3月—1970年4月） - 耿忠贤（1969年10月—1975年8月） - 马玉芳（1970年4月—1976年9月） - 王秀玉（1979年—1983年9月） - 安玉峰（1978年7月—1980年12月） - 刘桐树（1978年7月—1983年6月） - 杨安忠（1978年7月—1983年5月） - 高圣轩（1978年8月—1985年） - 郭春生（1980年11月—1985年） - 周文碧（1983年8月—1985年8月） | 中国人民解放军第十三军政治委员 1. 刘有光（1949年2月—1951年3月） 2. 金如柏（1951年3月—1954年3月） 3. 张力雄（1954年5月—1955年11月） 4. 孔骏彪 少将（1955年11月—1961年4月） 5. 雷起云 少将（1961年4月—1969年5月） 6. 段思英（1965年5月—1969年3月） 7. 何云峰（1969年3月—1970年5月） 8. 赵 伟（1970年5月—1975年5月） 9. 耿忠贤（1975年8月—1978年7月） 10. 乔学亭（1978年7月—1982年10月） 11. 艾维仁（1983年5月—1985年8月） 中国人民解放军第十三军副政治委员 - 廖冠贤（1949年2月—1950年） - 张力雄（？—1954年5月） - 何云峰（1960年7月—1969年3月） - 朱光海（1966年2月—1978年5月） - 赵伟（？—1970年5月） - 杨振贤（？—1976年9月） - 陈占楼（？—1972年11月） - 王心前（1978年7月—1983年8月） - 龚殿友（？—？） - 张文杰（？—？） - 李龙保（？—？） |

| 中国人民解放军第十三军参谋长 1. 周学义（1952年—1955年11月，1954年10月起为兼任） 2. 吴效闵（1956年9月—1965年3月） 3. 王传训（？—1964年5月） 4. 任应（1965年3月—1966年2月） 5. 张静波（1966年2月—1969年3月） 6. 赵桂海（1969年3月—？） 7. 安玉峰（？—？） 8. 周峰（？—1978年7月） 9. 刘桐树（1978年7月—？，兼任） 10. 王引生（？—1983年6月） 11. 邓福全（1983年6月—1985年8月） | 中国人民解放军第十三军政治部主任 1. 廖冠贤（1949年2月—？，兼任） 2. 南静芝（？—1951年11月） 3. 雷起云（1951年11月—1952年3月） 4. 张丕绪（1954年4月—1958年5月） 5. 李彬（1958年5月—？） 6. 朱光海（1965年5月—1966年2月） 7. 袁明（1966年2月—？） 8. 陈占楼（？—？） 9. 秦登魁（？—1978年7月） 10. 王心前（1978年7月—1983年8月，兼任） 11. 周光荣（1983年8月—1985年8月） |

### 中国人民解放军陆军第十三集团军
| 中国人民解放军陆军第十三集团军军长 1. 陈世俊 少将（1985年8月—1994年12月） 2. 桂全智 少将（1994年12月—2000年12月） 3. 张又侠 少将（2000年12月—2005年12月） 4. 王西欣 少将（2005年12月—2007年6月） 5. 赵宗岐 少将（2007年9月—2008年1月） 6. 许 勇 少将（2008年2月—2013年7月） 7. 王 凯 少将（2013年11月—2017年） 中国人民解放军陆军第十三集团军副军长 - 朱成友 少将（1985年8月—1990年6月） - 罗烈文 少将（1987年—1994年4月） - 桂全智 少将（1994年2月—1994年12月） - 陈庆云 少将（1994年12月—1996年7月） - 张又侠 少将（1995年3月—2000年8月） - 崔国栋 少将（？—1998年11月28日被杀） - 邹云华 少将（1996年—1998年3月） - 黄光汉 少将（1996年7月—1999年6月） - 郭明高 少将（2001年—2008年） - 夏国富 少将（2001年2月—2002年1月） - 刘明江 少将（2003年12月—2008年7月） - 谭振亚 少将（2002年9月—2007年7月） - 高晓勇 少将（2007年—2014年3月） - 馬雄 (少將) 少将（2008年12月—2015年） - 张久彪 少将（2014年—2015年） - 南小冈 少将（2015年—2017年） - 曹均章 少将（2016年—2017年） | 中国人民解放军陆军第十三集团军政治委员 1. 艾维仁（1985年8月—1988年6月） 2. 萧怀枢 少将（1988年6月—1993年2月） 3. 陈培忠 少将（1993年2月—1996年12月） 4. 邱 健 少将（1996年12月—2005年7月） 5. 崔昌军 少将（2005年7月—2010年12月） 6. 刁国新 少将（2010年12月—2012年12月） 7. 郑 璇 少将（2013年3月—2017年1月） 中国人民解放军陆军第十三集团军副政治委员 - 张英明 少将（1985年8月—1990年6月） - 萧怀枢 少将（1985年8月—1988年6月） - 周光荣 少将（1988年8月—1998年5月） - 田义功 少将（1998年3月—2002年7月） - 崔昌军 少将（2001年6月—2005年7月） - 郑道光 少将（2005年7月—2011年10月） - 郑璇 少将（2011年10月—2013年3月） - 徐德清 少将（2013年4月—2015年） - 高志文 少将（2015年—2017年） |

| 中国人民解放军陆军第十三集团军参谋长 1. 邓福全 少将（1985年8月—1990年6月） 2. 谭世禄 少将（1990年6月—1991年7月） 3. 桂全智 少将（1991年7月—1994年2月） 4. 邹云华 少将（1994年2月—1996年6月） 5. 郭明高 少将（1996年6月—1998年10月） 6. 闵业富 少将（1998年10月—1999年12月） 7. 石香元 少将（1999年12月—2003年7月） 8. 王西欣 少将（2003年7月—2006年3月） 9. 许勇 少将（2006年3月—2008年2月） 10. 刘亚永 少将（2008年4月—2010年4月） 11. 饶开勋 少将（2010年4月—2012年7月） 12. 胡中强 少将（2013年—2016年） | 中国人民解放军陆军第十三集团军政治部主任 1. 周光荣（1985年8月—1988年8月） 2. 程功明 少将（1988年6月—1990年6月） 3. 朱洪德 少将（1990年6月—1995年12月） 4. 田义功 少将（1995年12月—1998年3月） 5. 郭正新 少将（1998年3月—2003年3月） 6. 郑道光 少将（2003年3月—2005年7月） 7. 刁国新 少将（2005年7月—2007年9月） 8. 张贡献 少将（2008年4月—2009年6月） 9. 刘家国 少将（2009年6月—2011年） 10. 刘诚 少将（2014年—2015年） 11. 王良福 少将（2015年—2017年） |

### 中国人民解放军陆军第七十七集团军
| 中国人民解放军陆军第七十七集团军军长 1. 林火茂 少将（2017年3月—2021年3月） 2. 王锁成 少将（2021年3月—） 中国人民解放军陆军第七十七集团军副军长 - 李中林 少将（2017年—2018年） | 中国人民解放军陆军第七十七集团军政治委员 1. 李泽华 少将（2017年3月—2021年） 2. 邝铭 少将（2021年—） 中国人民解放军陆军第七十七集团军副政治委员 - 高大光 少将（2017年—） |

| 中国人民解放军陆军第七十七集团军参谋长 中国人民解放军陆军第七十七集团军副参谋长 | 中国人民解放军陆军第七十七集团军政治工作部主任 中国人民解放军陆军第七十七集团军政治工作部副主任 |

| 中国人民解放军陆军第七十七集团军保障部部长 中国人民解放军陆军第七十七集团军保障部副部长 | 中国人民解放军陆军第七十七集团军纪律检查委员会书记 中国人民解放军陆军第七十七集团军纪律检查委员会副书记 |

## 荣誉
曾被授予荣誉称号的单位有：
- 红军师：原陆军第十三集团军步兵第三十七师[14][2]
- 红军旅：陆军第七十七集团军某旅[40][41]
- 红军团：原陆军第十三集团军步兵第三十七师第一〇九团[2]
- 陕南旅、西山口旅：陆军第七十七集团军某旅，原陈赓太岳兵团四纵十二旅，原陆军第十九军步兵第五十五师，原陆军第二十一军步兵第五十五师，原陆军第四十七集团军第五十五摩步旅[2]
- 群众工作模范团：原步兵第一四九师第四四六团[42][2]
- 洛阳英雄连、夜袭长胜连：原陆军第十三集团军步兵第三十七师第一〇九团第五连[2]
- 勇猛顽强英雄连：原陆军第十三集团军步兵第三十七师装甲团第三连[2]
- 尖刀英雄连：原陆军第十三集团军步兵第一四九师装甲团某连[2]
- 特功五连：原陆军第四十七集团军机械化步兵第一三九旅装步十二连。2017年转隶陆军第七十七集团军[43]
- 阳廷安班：原陆军第十三集团军步兵第一四九师某班[5]。2017年转隶陆军第七十七集团军[43]
- 欧阳海班：原陆军第四十七集团军某班。2017年转隶陆军第七十七集团军[43]

曾被授予荣誉称号的个人有：
- 战斗英雄：庞国兴[43]
- 爱民模范：欧阳海[43]
- 战斗英雄：顾金海[43]